# Escudo protector

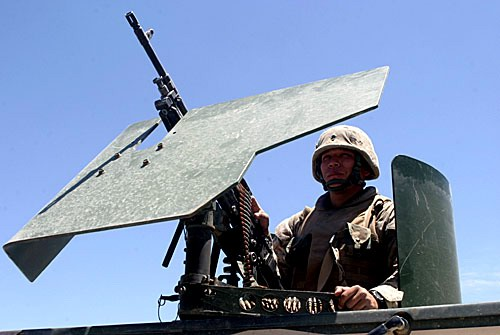
Un marine norteamericano manejando una ametralladora M240 equipada con un escudo protector. También en la parte trasera dispone de otro escudo protector en curva

Un escudo protector o escudo balístico (gun shield en inglés) es una placa plana de metal (a veces curvada) diseñada para ser montada como defensa contra el fuego enemigo o daños por fragmentación en una pieza de artillería o armamento ligero, generalmente en vehículos blindados de combate o piezas navales.

## Uso militar

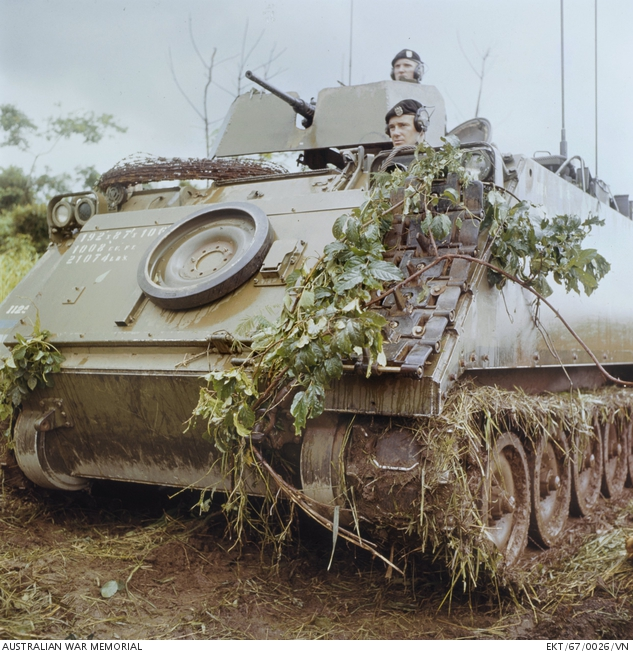
Un TOA (transporte oruga acorazado) M113 australiano equipado con una ametralladora M2 Browning con escudo protector durante la Guerra de Vietnam

Algunas ametralladoras (generalmente los montados en vehículos, en posiciones fijas o sobre soportes pesados) y piezas de artillería están equipadas con placas de blindaje de metal para proteger a los artilleros del fuego de armas pequeñas y de la metralla de las explosiones. Fueron instalados en algunos vehículos de combate blindados y lanchas patrulleras durante la Guerra de Vietnam.
Los escudos antiarmas dejaron de usarse ampliamente después de la Guerra de Vietnam, pero su popularidad resurgió durante las décadas de 1980 y 1990. Los analistas militares israelíes comenzaron a instar al uso de escudos de armas, señalando el grave riesgo para los soldados expuestos al fuego de armas automáticas. En particular, se observó que muchas víctimas fueron alcanzadas en zonas no protegidas por chalecos antibalas o casco, como el cuello o la cara.
Las Fuerzas Armadas de los Estados Unidos comenzaron a utilizar escudos protectores a principios del siglo XXI durante las guerras de Irak y Afganistán. El principal inconveniente de los escudos protectores es que limitan la visibilidad del tirador hacia el frente, aunque nuevos diseños como los escudos de armas de blindaje transparente (TAGS por su acrónimo en inglés) tienen como objetivo paliar este inconveniente sin sacrificar la protección del usuario.

## Uso en la aplicación de la ley
Es cada vez más común que los grupos de operaciones especiales o los equipos de rescate de rehenes utilicen escudos balísticos cuando se enfrentan a un sospechoso fuertemente armado. Estas armas defensivas suelen estar equipadas con una tronera para disparar tras de la cobertura, lo que las caracteriza más como escudos de armas que como escudos balísticos puros.